# Lidiya Salixova

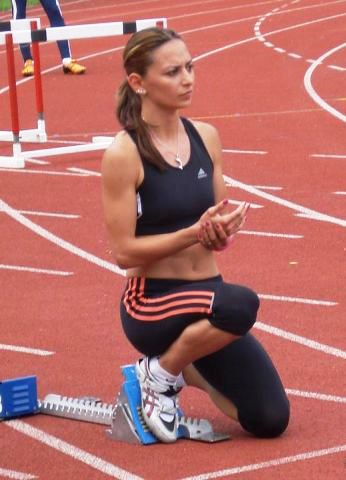
Lidija Salichova, 2009.

Lidiya Salixova (azerbajdzjanska: Lidiya Çingizovna Salixova, ryska: Лидия Чингизовна Салихова, Lidija Tjingizovna Salichova), född 29 december 1983 i Baku, är en azerbajdzjansk friidrottare. 

## Prestationer
| År   | Tävling                      | Plats              | Plats | Gren  | Tid   |
| ---- | ---------------------------- | ------------------ | ----- | ----- | ----- |
| 2009 | Internationell turnering     | Nicosia, Cypern    | 1     | 200 m |       |
| 2009 | Azerbajdzjanska mästerskapen | Baku, Azerbajdzjan | 2     | 100 m |       |
| 2009 | Azerbajdzjanska mästerskapen | Baku, Azerbajdzjan | 2     | 200 m |       |
| 2008 | Azerbajdzjanska mästerskapen | Baku, Azerbajdzjan | 1     | 400 m | 58.44 |